# Imagine Dragons
Imagine Dragons és una banda de pop rock dels Estats Units, originària de Las Vegas (Nevada). La revista Billboard els va qualificar de «la revelació del 2013», i la revista Rolling Stone qualifica el seu senzill «Radioactive» de «millor èxit de rock de l'any».

## Història[Cal actualitzar]
Imagine Dragons és un quartet de rock dels Estats Units, que es va formar el 2008. El nom del grup és un anagrama. La paraula de la qual prové el nom només la coneixen els membres de la banda.
Després de guanyar diverses competicions, la banda va entrar a l'estudi per primer cop el 2011. Van llançar dos EPs titulats Imagine Dragons EP i Hell and Silence EP el 2010, els dos gravats als Battle Born Studios i un altre EP, It's Time publicat abans de firmar un contracte amb la discogràfica.
Imagine Dragons van firmar amb Interscope Records el novembre del 2011. Van treballar amb Alex Da Kid, amb qui van realitzar llur primer àlbum d'estudi als Westlake Recording Studios de West Hollywood, Califòrnia. A continuació van llençar un EP titulat Continued Silence pel dia de Sant Valentí (14 de febrer, 2012) digitalment, el qual va arribar a la posició 40 a la llista Billboard als Estats Units.
Poc després, «It's Time» va ser llençat com a senzill i va arribar al top cinc en llistes importants com ho són la Billboard Alternative i la Billboard Rock. El 17 d'abril del 2012 es va començar a emetre el videoclip per tots els canals de la MTV, fet que va ajudar que la banda fos nomenada artista MTV PUSH de la setmana El vídeo va ser nominat als MTV Video Music Award a la categoria de Best Rock Video. It's Time va aconseguir ser single de platí, RIAA al novembre del 2012. It's time també va ser utilitzada per la BSO del recent film "The Perks of Being a Wallflower", així com, del mateix disc, la cançó "Radioactive" va formar part de la banda sonora de nombrosos tràilers de llançaments del conegut videojoc Assassin's Creed III, de l'adaptació al cinema de la novel·la de Stephenie Meyer, La Huésped i també a la sèrie Arrow. On top of the world va ser utilitzada a la pel·lícula The Croods, així com va aparèixer en els videojocs FIFA 13 i Pro Evolution Soccer 2013, essent així la primera coincidència de bandes sonores entre les dues empreses rivals en el sector futbolístic per plataformes de videojocs. En el disc d'Iron Man 3 apareix la seva cançó "Ready Aim Fire". El single "Radioactive" és soundtrack del videojoc "NBA2k14".
La banda va tornar als Studio X a Palms Casino Resort per acabar el seu àlbum de debut Night Visions per l'estiu del 2012. Aquest va atènyer el una segona plaça a la lista Billboard, en vendre 83 000 còpies la primera setmana de publicació. Billboard Magazine els va anomenar com una de les seves «2012's Brightest New Stars».
Imagine Dragons han tocat en directe en els programes de The Tonight Show with Jay Leno (2012), Jimmy Kimmel Live! (2012) i Late Night with Jimmy Fallon (2012). La sèrie de televisió Glee va fer una versió del seu senzill «It's Time».
El 27 d'octubre del 2012, el productor d'Imagine Dragons Alex Da Kid va dir que la banda publicaria un nou EP titulat "Hear Me". A més a més, el 2013 van treure dos nous EPs, The Archive i iTunes Sessions, que contenen material antic i noves cançons
:Eyes closed i Nice too meet you.

### Contribucions a la caritat
El 2013, amb la família de Tyler Robinson, van començar una organització benèfica amb el nom de Tyler Robinson Foundation, per ajudar els joves que lluiten contra el càncer. També en aquest mateix any la banda es va associar amb mtvU per ajudar a elegir quatre beneficiaris de les beques Fulbright-mtvU.

## Influències
Dan Reynolds (veu principal) diu que Arcade Fire, Muse, The Beatles, Paul Simons i Harry Nilsson, han influït en llur obra. En termes d'èxit, dona crèdit al treball pioner de bandes com Mumford & Sons, que en els últims anys porten a un nou nivell l'indie rock en els negocis.

## Membres
Membres actuals
- Dan Reynolds - veu principal, percussió, guitarra (2008–actualitat)
- Ben McKee - baix, corus (2009–actualitat)
- Wayne Sermon - guitarra, corus, cello (2009–actualitat)
- Dan Platzman - bateria, viola, corus (2011–actualitat)

Antics membres
- Andrew Tolman - bateria, veu (2008–2011)
- Brittany Tolman - piano, veu (2009–2011)
- Theresa Flaminio - piano, veu (2011–2012)

Membres a l'escenari
- Ryan Walker - teclats, guitarra, percussió i veu

## Discografia
Àlbums d'estudi
- Night Visions (2012)
- Smoke + Mirrors (2015)
- Evolve (2017)
- Origins (2018)
- Mercury – Act 1 (2021)
- Mercury – Acts 1 & 2 (2022)
- Loom (2024)

Pistes esteses (EPs)
- Imagine Dragons (2009)
- Hell and Silence (2010)
- It's Time (2011)
- Continued Silence (2012)
- Hear Me (2012)
- The Archive (2013)
- iTunes Session (2013)
- Believer (2017)
- Thunder (2017)
- Walking the wire" (2017)
- Natural (2018)

## Videografia
- 2012: It's Time
- 2012: On Top Of The World
- 2012: Radioactive
- 2017: Believer
- 2017: Thunder